# 킴 코츠
킴 코츠(Kim Coates, 1959년 1월 2일 ~ )는 미국의 배우이다. 미국 FX Networks 드라마 썬즈 오브 아나키에 행동대장 알렉스 티그 트래거 역할을 맡아 연기했다.

## 영화
- 마지막 보이스카웃
- 미녀 드라큐라
- 의뢰인 (1994년 영화)
- 워터월드
- 나쁜 녀석들 (1995년 영화)
- 카풀 (영화)
- 배틀필드 (영화)
- 진주만 (영화)
- 블랙 호크 다운 (영화)
- 오픈 레인지
- 나인 라이브스 (2004년 영화)
- 어썰트 13
- 아일랜드 (2005년 영화)
- 호스티지 (2005년 영화)
- 사일런트 힐 (영화)
- 레지던트 이블 4: 끝나지 않은 전쟁
- 가짜 암살자의 진짜 회고록
- 판타지 아일랜드

## 텔레비전
- 마이애미의 두 형사
- CSI: 과학수사대
- CSI: 뉴욕
- 프리즌 브레이크
- 스몰빌
- 콜드 케이스
- 안투라지 (2004년 드라마)
- CSI: 마이애미
- 썬즈 오브 아나키
- 휴먼 타겟 (2010년 드라마)
- 크로싱라인
- 그 땅에는 신이 없다
- 케빈 캔 웨이트
- 라푼젤 시리즈